# لوقة
لوقة قرية ومركز إداري من فئة (ب) تابع لمحافظة رفحاء بمنطقة الحدود الشمالية في السعودية.

## لوقة التاريخية
لوقة، هي قرية أثرية تاريخية عريقة تقع جنوب غربي محافظة رفحاء حيث تبعد عنها 100 كيلاً، ويذكر بعض كبار السن من سكان لوقة أن لوقة قامت في عهد سليمان عليه السلام، وأن الآبار الموجودة بها تعود إلى عهده، وقد قال أحد الشعراء:
حيث يوجد بها العديد من الآثار التاريخية التي تعود إلى آلاف السنين وتعتبر من القرى القديمة في شمال المملكة، حيث كانت منطقة تجمع سكاني كبير لأهل البادية نظرًا لوفرة مائها وعذوبته وكانت مركز تبادل تجاري هام.

## التسمية
لكونها لائقة ومحببة لدى البادية حسب موقعها آنذاك ومكان لالتقاء البادية، ولكونها أحد مناهل الحزون، وكانت لوقة من حزون بني كلب قديماً، ويتبع لوقة من موارد المياه:الهبكة، الهبيكة، الروض، الركعاء، المندسة.
اللوقة: قال في معجم البلدان: اللوقة بقرب اللوى بين جبلي طيء وزبالة، بها ركايا طوال

## السكان
ويقدر عدد سكانها القرية وضواحيها حوالي 2500نسمة .

## الإمارة
استلم رئاسة مركز لوقه 20 رئيسا منذ نشأتها وحاليا رئيس مركز لوقه هو الأستاذ : سلطان بن عبد الله غانم العنزي
وأمير القرية الحالي هو : الشيخ عقاب بن فارس الرخيص الشمري

## الدوائر الحكومية والخدمات
الدوائر الحكومية.
1- الإمارة
2 - الشرطة
3 - المستوصف
4 - البريد
5 - مدرسه ابتدائي بنين
6 - مدرسة ابتدائي بنات
فياض لوقه/
تشتهر لوقه بفياضها التي تكون وجهة للمتنزهين في فصل الربيع

## آثار لوقة
تعتبر لوقة مركزاً للتبادل التجاري بين أهل البادية والتجار التي يفدون إليها من العراق وبلاد نجد، كما يوجد بلوقة أطلال قصر الأمارة، والذي تم إنشاؤه بعد توحيد المملكة، وهو مشابه لقصر الأمارة في قرية لينة، وقد ظل القصر بحالة جيدة حتى شهر شعبان عام 1418هـ حيث لم يتبقى منه الآن إلا الأحجار الدالة على وجوده.
لوقه وما حولها من القرى والهجر يقصدها الكشاته وأهل البر في موسم الشتاء والربيع للاستمتاع بالفياض المنتشرة ورؤية الآبار والدحول في المنطقة .

## وصلات خارجية
- «لوقة».. حاضنة قصر الملك عبد العزيز بالشمالية وجمرك القوافل التجارية.
- لوقة رفحاء أصالة الماضي وبوابة المملكة من الشمال.